# نورث هالیوود (لس آنجلس)
نورث هالیوود، لس آنجلس (به انگلیسی: North Hollywood, Los Angeles) یک عوارض جغرافیایی در ایالات متحده آمریکا است که در لس آنجلس واقع شده‌است.